# Muralla i portal de l'Àngel
La Muralla i portal de l'Àngel és una obra de Guissona (Segarra) declarada bé cultural d'interès nacional.

## Descripció
Queden poques restes de l'antiga muralla que tancava la vila. En la plaça Vell-Plà es troben les restes més significatives situades en les parts inferiors dels habitatges existents, que les han aprofitat. En les façanes es visible el canvi de parament. En aquesta plaça es conserva l'únic dels tres portals d'accés al recinte emmurallat.
El Portal de l'Àngel forma part del conjunt de Cal Torres; des del C/ la Font destaca l'obertura d'arc apuntat, un balcó senzill amb espitllera en el primer i segon pis, i una galeria superior amb quatre arcs apuntats. Per l'altra cara del Portal hi ha una gran arcada amb arc de mig punt adovellat, damunt el qual s'obra una fornícula flanquejada per espitlleres amb la imatge d'un àngel; damunt d'aquesta fornícula apareix un cos sustentat per mènsules, espitlleres, i uns merlets que coronen el Portal. Aquesta construcció ha estat molt reformada en es últims 50 anys.
La imatge del portal de l'àngel, representa un àngel dempeus amb el genoll dret lleugerament doblegat. Vesteix una túnica cenyida al cos, creuat el pit mitjançant una cinta acabada en serrell. La direccionalitat dels plecs li confereix molt de moviment. A la mà dreta porta una espasa, i a l'esquerra una petita corona reial, molt guarnida. El rostre és poc expressiu, i les ales pintades de color blanc prenen una forma lleugerament arquejada.

## Notícies històriques
El orígens de la vila de Guissona s'han de relacionar amb l'antiga romana de Iesso. A principis del segle VIII va ser ocupada pels musulmans i a principis del segle XI es va produir la conquesta cristiana. Des de l'inici Guissona va quedar incorporada als dominis dels bisbes d'Urgell, circumstància que ja no abandonaria fins a l'extinció de les senyories. Les muralles de la vila medieval es van fer llavors però possiblement incorporava carreus i fragments de l'anterior muralla romana. En el recinte hi havia un castell però aquest amb el temps es va anar ensorrant fins que va desaparèixer totalment l'any 1860.
El portal de l'àngel ha estat conservat durant segles per la família Torres. Davant d'ell, els traginers de Guissona hi paraven per invocar protecció durant els seus desplaçaments. És l'únic que es conserva de les tres obertures que tenia la muralla al s. XIV. A la part inferior del passatge apareixen carreus regulars col·locats en sec, que alguns estudiosos han datat d'època romana.